# Utanheds kvarn och såg

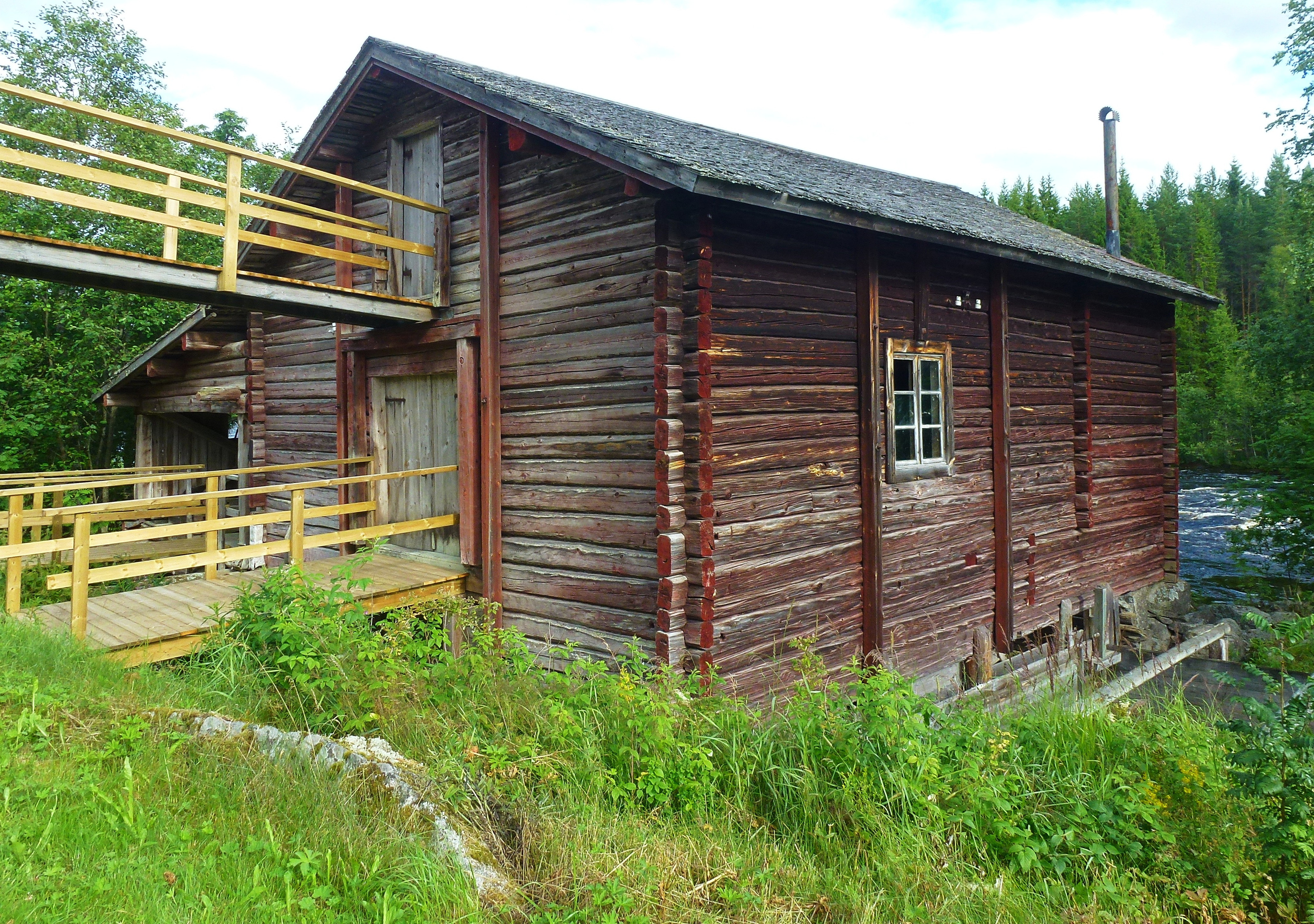
Utanheds kvarn i juli 2015.

Utanheds kvarn och såg är en vattendriven mjölkvarn med vidbyggd stockcirkelsåg strax öster om tätorten Nås i Vansbro kommun, Dalarna. Anläggningen ligger vid Västerdalälven och byggdes 1869-1870 av Josef Lars Larsson. Sågen tillkom omkring år 1880. Verksamheten lades ner 1941. Under 1980-talet restaurerades Utanheds kvarn som idag är ett arbetslivsmuseum. 

## Historik

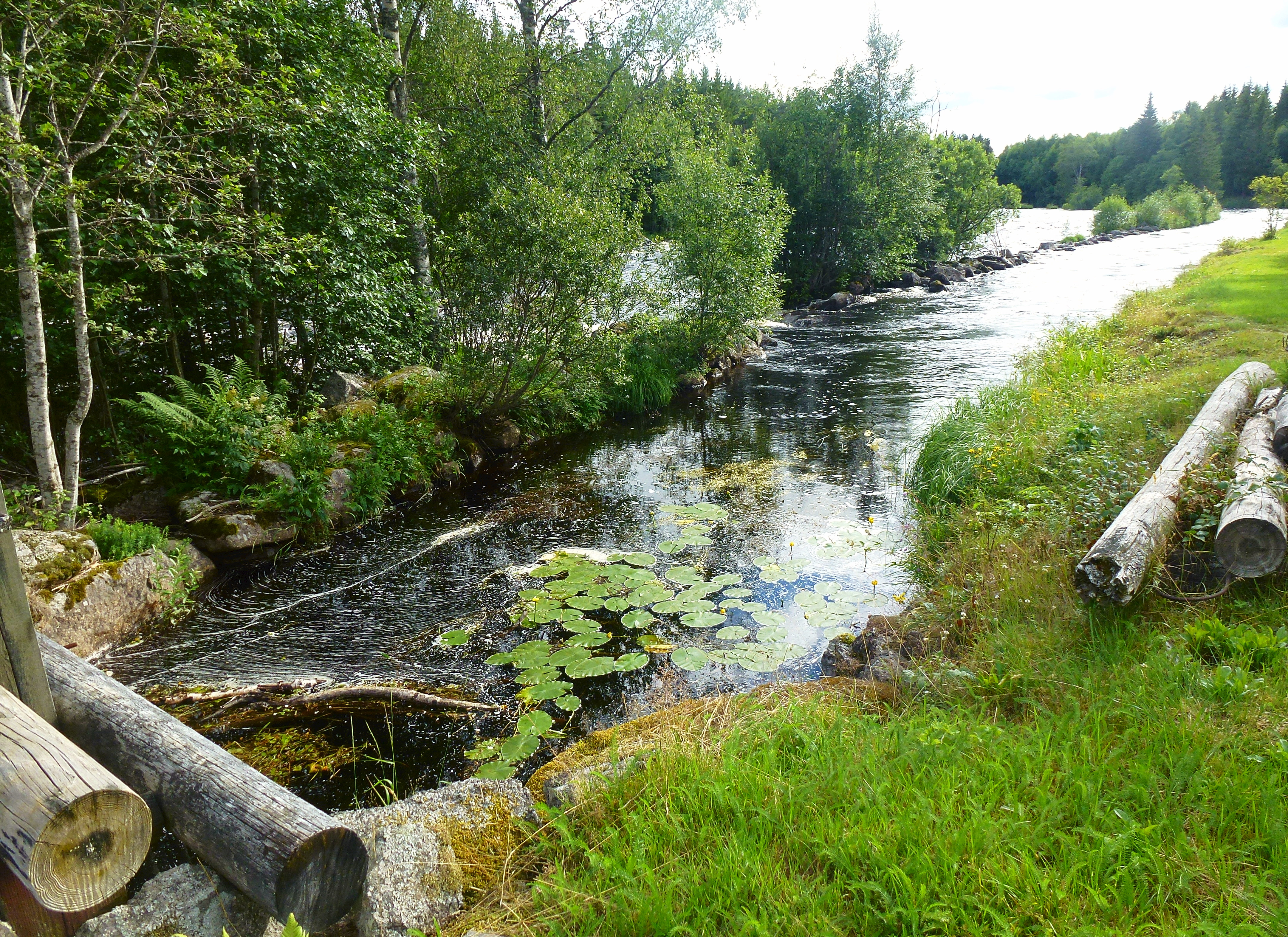
Tilloppskanalen från Västerdalälven.

Utanheds kvarn får sin vattenkraft av Västerdalälven som här bildar Utanhedforsen. För att få vattnet till kvarnbyggnaden anlades en cirka 300 meter lång och fyra meter bred tilloppskanal parallellt med älven. Kvarnbyggnaden har flera våningar och byggdes mellan 1869 och 1870 av Josef Lars Larsson. Kvarnen fick två stenpar som drivs av varsin vattenturbin. Förutom gröpe och sammalet mjöl producerades även siktat mjöl med en siktmaskin av egen konstruktion.
Omkring 1880 tillkom en stockcirkelsåg som placerades vid kvarnbyggnadens östra långsida. Timmerstockarna rullades nerför slänten och över landsvägen och kördes sedan på en vagn in i sågen. I kvarnbyggnaden tillverkades även vagnshjul av trä och i den lilla smedjan intill kvarnen utfördes de nödvändiga smidesarbetena. På 1920-talet utrustades kvarnen med en likströmsgenerator som levererade ström för belysning i byn Utanhed fram till 1940.
Josefs Lars Larsson drev kvarnen fram till sin död 1894 därefter övertogs verksamheten av hans son Josefs Per Olof, även kallad Josäppäs Olar eller kort PO. Han omkom i en olycka 1941 och därefter lades kvarnrörelsen ner. Den sista stocken sågades i juni 1941. Sedan förföll byggnaden och i början på 1980-talet beviljade Riksantikvarieämbetet 630 000 kronor för en upprustning och renovering av kvarnen som avslutades på sommaren 1987. Kvarnbyggnaden är idag ett arbetslivsmuseum och står öppet för besökare.

## Bilder

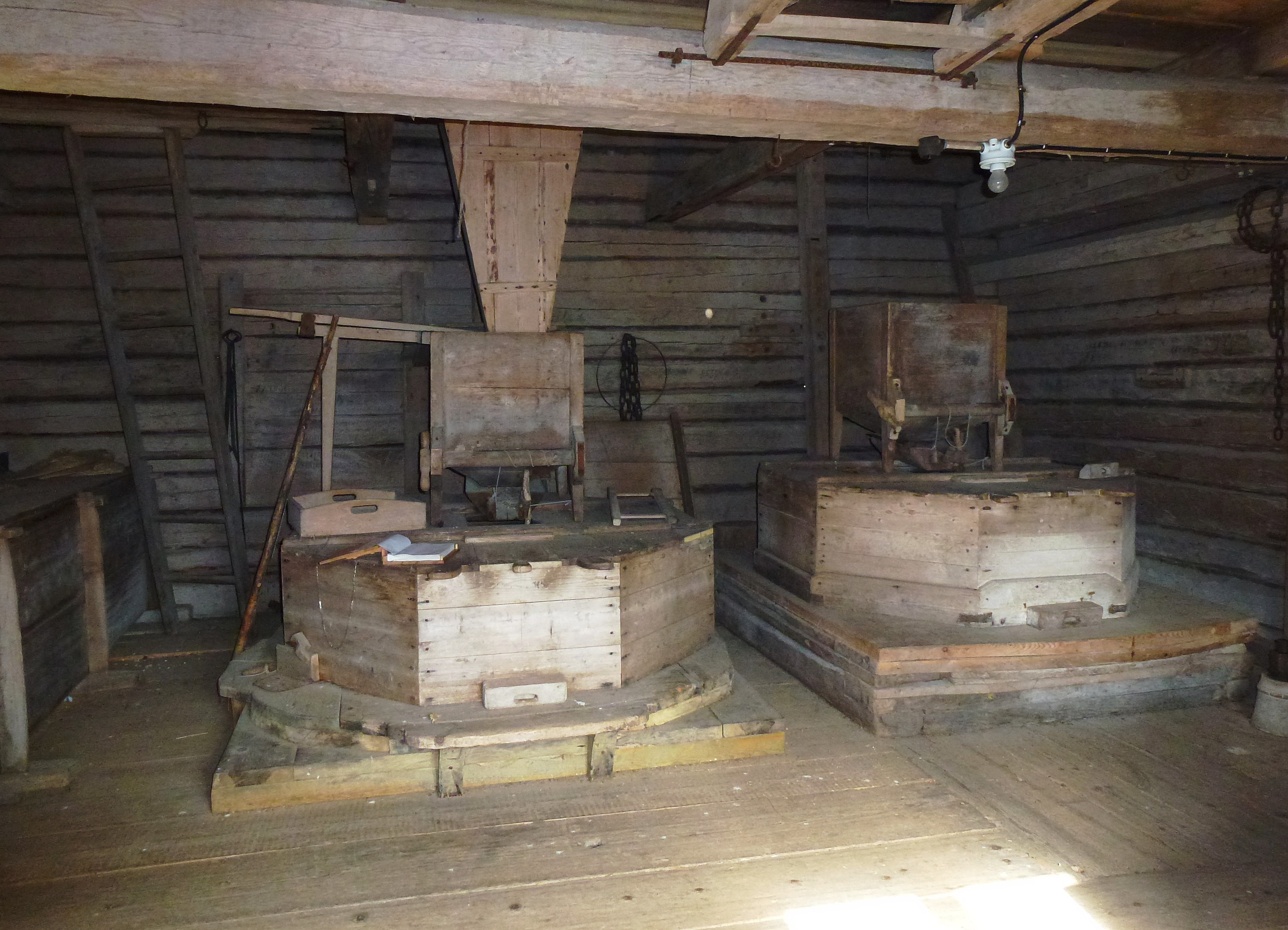
Två malplatser
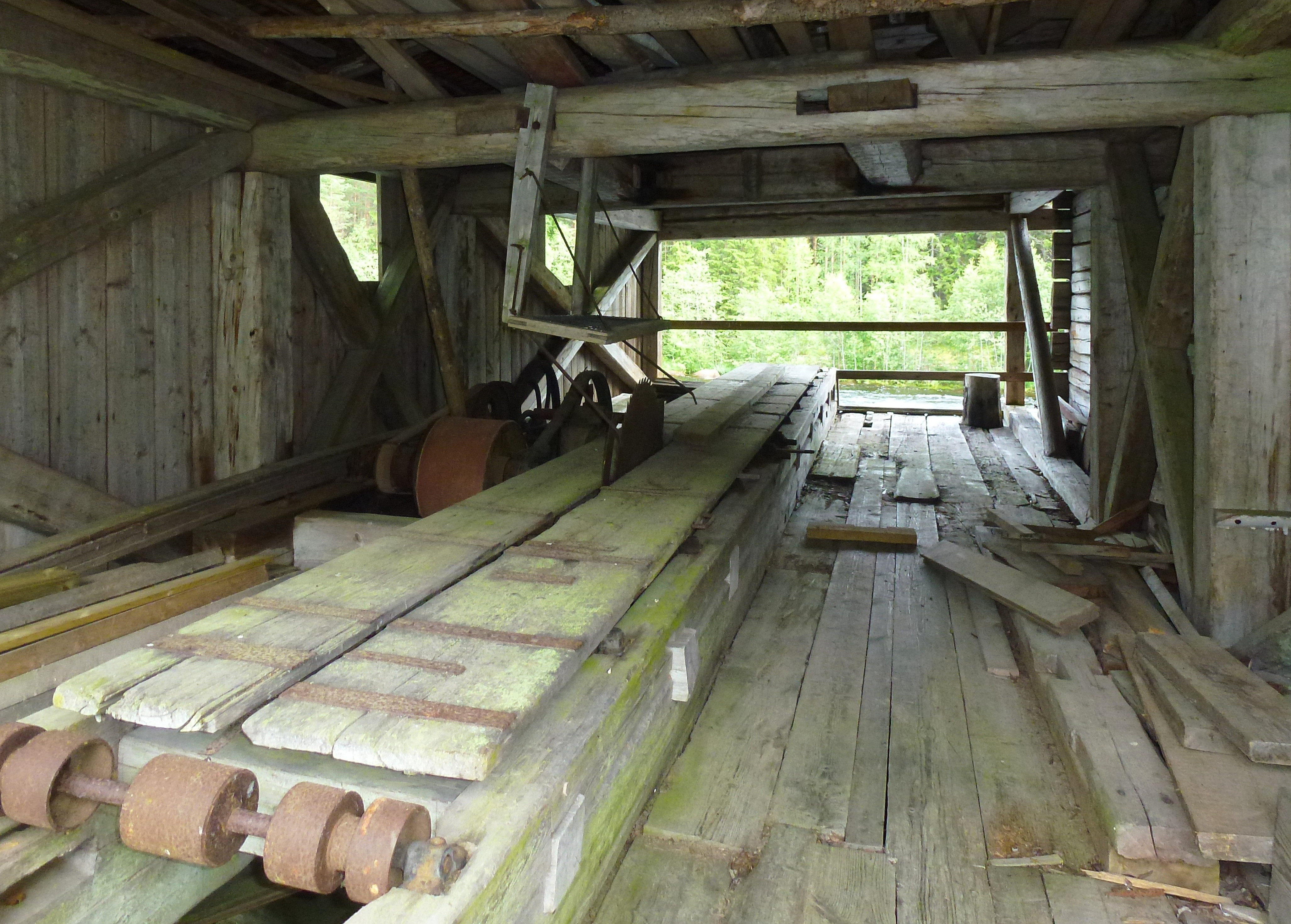
Cirkelsågen
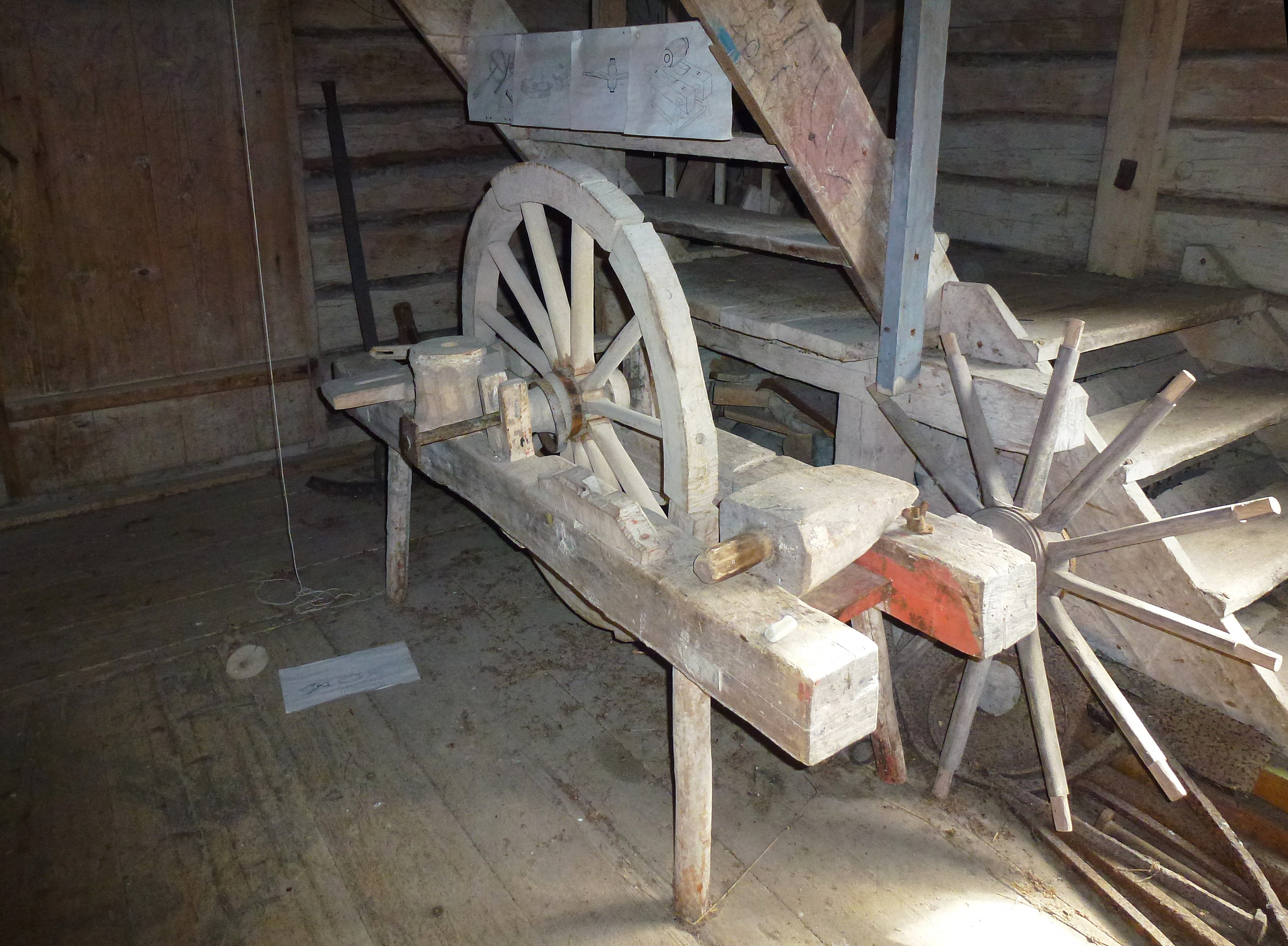
Riktbänk för tillverkning av vagnshjul
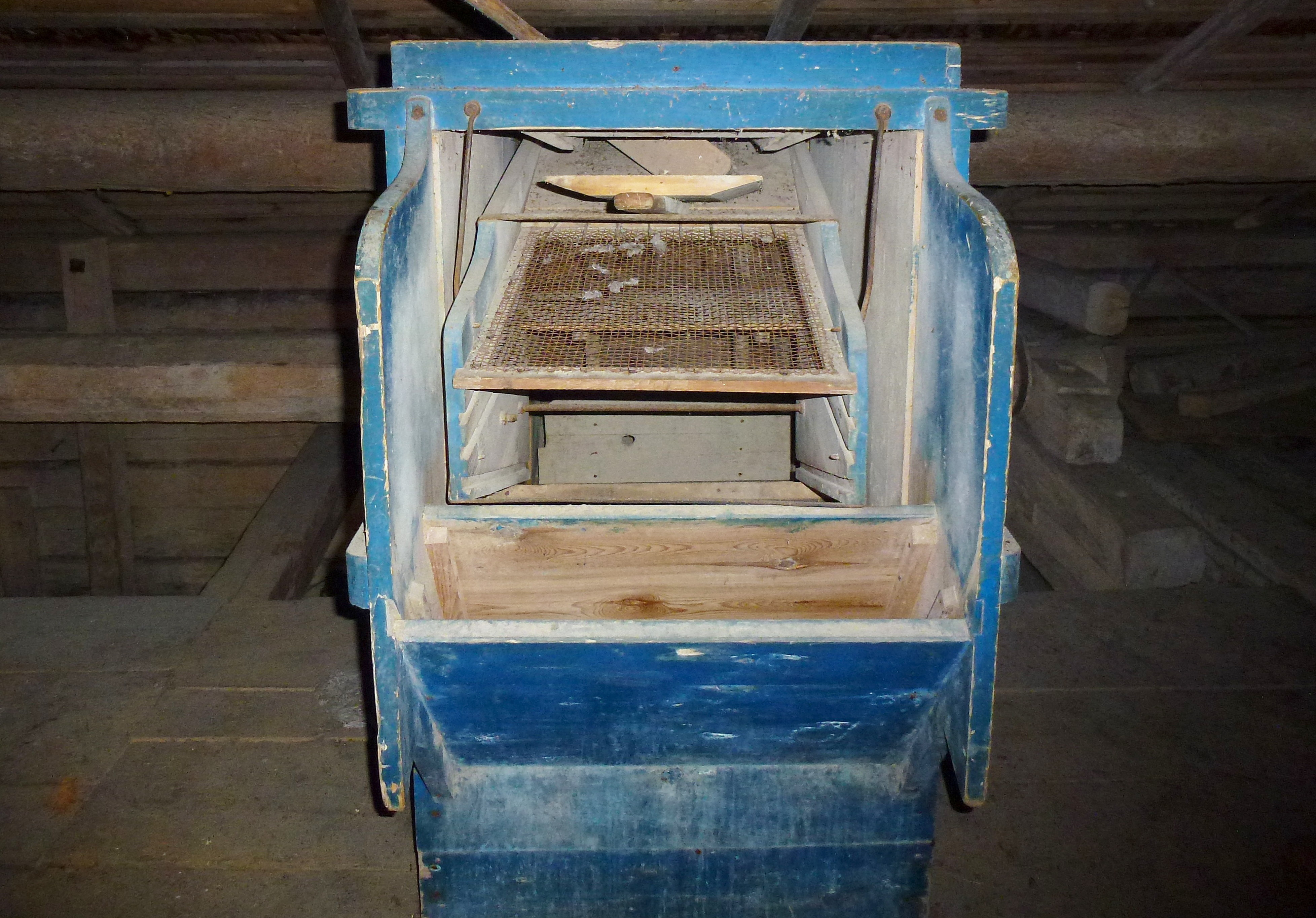
Siktmaskin